# Дравно
Дравно (пол. Drawno, нім. Neuwedell) — місто в північно-західній Польщі, на річці Драва.
На 31 березня 2014 року, у місті було 2 332 жителів.

## Демографія
Демографічна структура станом на 31 березня 2011 року:
|          | Загалом | Допрацездатний вік | Працездатний вік | Постпрацездатний вік |
| -------- | ------- | ------------------ | ---------------- | -------------------- |
| Чоловіки | 1235    | 245                | 864              | 126                  |
| Жінки    | 1169    | 201                | 711              | 257                  |
| Разом    | 2404    | 446                | 1575             | 383                  |